# Diocèse de Viana do Castelo
Le diocèse de Viana do Castelo (latin : Dioecesis Vianensis Castelli) est un diocèse de l'Église catholique au Portugal suffragant de l'archidiocèse de Braga. En 2017, elle comptait 239 600 baptisés sur 245 600 habitants. Il est dirigé par l'évêque João Evangelista Pimentel Lavrador.

## Territoire

Localisation du district de Viana do Castelo, correspondant au territoire du diocèse.

Le diocèse comprend le district de Viana do Castelo, à l'extrême nord-ouest du Portugal. Il borde au nord et à l'est les diocèses espagnols de Tui-Vigo et d'Orense, au sud l'archidiocèse de Braga et à l'ouest l'océan Atlantique.
Le siège épiscopal est situé dans la ville de Viana do Castelo, où se trouve la cathédrale Sainte-Marie-Majeure (pt).
Le territoire s'étend sur 2 108 km2 et est divisé en 291 paroisses, regroupées en 10 archiprêtré, correspondant aux 10 municipalités qui composent le district civil : Arcos de Valdevez, Caminha, Melgaço, Monção, Paredes de Coura, Ponte da Barca, Ponte de Lima, Valença, Viana do Castelo et Vila Nova de Cerveira.

## Histoire
Dans les temps anciens, le territoire de l'actuel diocèse de Viana do Castelo appartenait au vaste archidiocèse de Braga ; à la fin du VIe siècle, le diocèse de Tui est créé, auquel est annexé l'actuel district de Viana do Castelo. Avec l'indépendance du Portugal, le diocèse de Tui se retrouve divisé entre deux États. À la fin du XIVe siècle, la partie portugaise du diocèse, appelée la « comarque ecclésiastique de Valença », acquiert une certaine autonomie ecclésiastique avec la nomination d'administrateurs, qui ont souvent le caractère épiscopal et le titre d'« évêques de Tui dans la partie portugaise ». En 1421, ce territoire fut annexé au diocèse naissant de Ceuta et y resta uni jusqu'en 1512, date à laquelle il passa à l'archidiocèse de Braga, conservant sa physionomie juridique et ecclésiastique avec la nomination d'un vicaire spécial.
À plusieurs reprises, des initiatives ont été mises en œuvre pour la création d'un diocèse à Viana, dans le territoire connu sous le nom d'Alto Minho. La première tentative eut lieu dès 1545 ; une autre fut mise en place par des prêtres et des laïcs en 1926, qui envoyèrent une pétition au Saint-Siège ; de nouveau en 1941, 1943 et 1963. Les tentatives d'ériger un diocèse furent vaines, comme les précédentes.
Le diocèse fut définitivement érigé le 3 novembre 1977 par la bulle Ad aptiorem populi du pape Paul VI, obtenant son territoire de l'archidiocèse de Braga.
Le 20 janvier 1982, par la lettre apostolique Quantum christianae, le pape Jean-Paul II confirmait la Bienheureuse Vierge Marie, vénérée avec le titre de Nossa Senhora da Assunçao (Santa Maria Major), patronne principale du diocèse, et saint Teutonio patron secondaire. 
En 1983, un petit séminaire a été établi dans l'ancien collège de Monção, tandis que le grand séminaire a été solennellement inauguré à Viana do Castelo le 25 mars 1997. En 1991, l'Institut catholique a été créé, où sont regroupés l'école supérieure de théologie et de sciences humaines, le département des archives diocésaines, le musée diocésain et le cabinet diocésain d'art et de culture.

## Chronologie des évêques
Les périodes d'inoccupation n'excédant pas 2 ans ou non historiquement déterminées sont omises.
- Júlio Tavares Rebimbas (3 novembre 1977 - 12 février 1982, archevêque à titre personnel, nommé évêque-archevêque de Porto)
- Armindo Lopes Coelho (15 octobre 1982 - 13 juin 1997, nommé évêque de Porto)
- José Augusto Martins Fernandes Pedreira (29 octobre 1997 - 11 juin 2010, retiré)
- Anacleto Cordeiro Gonçalves de Oliveira (11 juin 2010 - 18 septembre 2020, décédé)
- João Evangelista Pimentel Lavrador, à partir du 21 septembre 2021

## Statistiques
En 2017, sur une population de 245 600 habitants, le diocèse en comptait 239 600 baptisés, soit 97,6 % du total.
| année | population | population | population | prêtres | prêtres   | prêtres   | prêtres             | diacres | religieux | religieux | paroisses |
| année | baptisés   | total      | %          | nombre  | séculiers | réguliers | baptisés par prêtre | diacres | moines    | moniales  | paroisses |
| ----- | ---------- | ---------- | ---------- | ------- | --------- | --------- | ------------------- | ------- | --------- | --------- | --------- |
| 1980  | 242.310    | 268.793    | 90,1       | 231     | 207       | 24        | 1.048               |         | 29        | 182       | 292       |
| 1990  | 251.000    | 266.000    | 94,4       | 216     | 194       | 22        | 1.162               |         | 25        | 140       | 291       |
| 1999  | 250.530    | 258.965    | 96,7       | 198     | 172       | 26        | 1.265               |         | 30        | 124       | 291       |
| 2000  | 251.220    | 259.300    | 96,9       | 199     | 175       | 24        | 1.262               |         | 29        | 117       | 291       |
| 2001  | 251.220    | 259.300    | 96,9       | 200     | 176       | 24        | 1.256               |         | 29        | 117       | 291       |
| 2002  | 245.870    | 250.273    | 98,2       | 196     | 173       | 23        | 1.254               |         | 26        | 110       | 291       |
| 2003  | 245.650    | 250.275    | 98,2       | 196     | 172       | 24        | 1.253               |         | 27        | 92        | 291       |
| 2004  | 245.650    | 250.275    | 98,2       | 194     | 171       | 23        | 1.266               |         | 24        | 102       | 291       |
| 2010  | 245.217    | 253.310    | 96,8       | 175     | 154       | 21        | 1.401               |         | 26        | 104       | 291       |
| 2011  | 248.900    | 258.000    | 96,5       | 183     | 159       | 24        | 1.360               |         | 27        | 100       | 291       |
| 2017  | 239.600    | 245.600    | 97,6       | 179     | 156       | 23        | 1.338               |         | 25        | 102       | 291       |

## Églises remarquables
- Le siège du diocèse est à la cathédrale Sainte-Marie-Majeure (pt) de Viana do Castelo.
- Le sanctuaire du Sacré-Cœur-de-Jésus de Viana do Castelo, aussi appelé Sainte-Lucie, a le statut de sanctuaire diocésain.